# نورمان غريغ
نورمان غريغ (7 مارس 1892 بسيدني في أستراليا - 27 يوليو 1966 في أستراليا) (بالإنجليزية: Norman Gregg)‏ هو طبيب عسكري وعسكري وطبيب عيون ولاعب كريكت أسترالي.

## وصلات خارجية
- نورمان غريغ على موقع إي آس بي آن كريك إنفو (الإنجليزية)